# Niko Hovinen
Niko Hovinen (ur. 16 marca 1988 w Helsinkach) – fiński hokeista, reprezentant Finlandii.
Jego bracia Rami (ur. 1985) i Miro (ur. 1992) także zostali hokeistami.

## Kariera
- Jokerit U16 (2003-2004)
- Jokerit U18 (2004-2006)
- Jokerit U20 (2005-2007)
- Jokerit (2006-2008)
- Suomi U20 (2003-2004)
- Pelicans (2008-2012)
  -  Pelicans U20 (2008-2009)
  -  HeKi (2009-2010)
- Trenton Titans (2012-2013)
- Oklahoma City Barons (2013)
- Mietałłurg Nowokuźnieck (2013)
- Admirał Władywostok (2013-2014)
- EC Red Bull Salzburg (2014)
- Luleå HF (2014-2015)
- Malmö Redhawks (2015)
- Kärpät (2015)
- Pelicans (2015-2015)
- KHL Medveščak Zagrzeb (2016)
- KooKoo (2017-)
- Lausanne HC (2017)
- KalPa (2017-2018)
- Iserlohn Roosters (2018-2019)
- Vaasan Sport (2019-2023)
- Tappara (2023)
- HIFK (2023-)

Wychowanek klubu GrIFK. Kilkuletni zawodnik Jokeritu i Pelicans (2008-2012). W międzyczasie prawa do niego nabył amerykański klub Philadelphia Flyers. Sezon 2012/2013 rozpoczął w drużynie Trenton Titans w rozgrywkach East Coast Hockey League. Od końca stycznia 2013 roku formalnie zawodnik kanadyjskiego klubu Edmonton Oilers, kilka dni później przekazany do klubu farmerskiego Oklahoma City Barons. Od maja 2013 zawodnik rosyjskiego klubu Mietałłurg Nowokuźnieck w lidze KHL. Od listopada 2013 zawodnik Admirała Władywostok. Od października do grudnia 2014 zawodnik EC Salzburg, związany terminowym kontraktem. Od końca grudnia 2014 zawodnik Luleå HF. Od końca stycznia 2015 zawodnik Malmö Redhawks. Od sierpnia 2015 zawodnik Kärpät, związany miesięcznym kontraktem. Od końca września 2015 zawodnik Pelicans. Od czerwca do końca października 2016 zawodnik KHL Medveščak Zagrzeb. Od stycznia 2016 zawodnik KooKoo. Od lutego 2017 w szwajcarskim klubie Lausanne HC. W maju 2017 przeszedł do klubu Kalevan Pallo, z którym w grudniu 2017 tego roku przedłużył kontrakt o rok. Na początku sezonu Liiga (2018/2019), odszedł z drużyny i w październiku 2018 przeszedł do niemieckiego Iserlohn Roosters. W październiku 2019 przeszedł do Vaasan Sport, gdzie w grudniu tego roku przedłużył kontrakt o rok. W lutym 2023 przeszedł do Tappara, a w sierpniu tego roku do HIFK.
Uczestniczył w turnieju mistrzostw świata w 2011.

## Sukcesy
Reprezentacyjne
- Złoty medal mistrzostw świata: 2011

Klubowe
- Srebrny medal mistrzostw Finlandii: 2007 z Jokeritem, 2012 z Pelicans

Indywidualne
- Liiga (2017/2018)[24]:
  - Pierwsze miejsce w klasyfikacji średniej straconych goli na mecz w sezonie zasadniczym: 1,68
  - Pierwsze miejsce w klasyfikacji skuteczności interwencji w sezonie zasadniczym: 93,65%